# Les Experts (film, 1992)
Pour les articles homonymes, voir Les Experts.
Pour plus de détails, voir Fiche technique et Distribution.
Les Experts ou Les Escrocs au Québec (Sneakers) est un film américain réalisé par Phil Alden Robinson et sorti en 1992.
Ce film illustre parmi d'autres la place prise par le codage et la transmission d'information par voie électronique ou numérique depuis au moins le début des années 1980 (à l'image du film War games, sorti en 1983), à travers différentes variations autour de la figure du pirate informatique et de la cryptographie.

## Synopsis
À la fin des années 1960, Martin Brice et son ami Cosmo, deux jeunes génies de l'informatique, s'amusent à infiltrer les réseaux informatiques dont celui du Parti républicain des États-Unis. Identifiés par la police, Cosmo est arrêté, tandis que Martin parvient à leur échapper de justesse.
Vingt ans plus tard, Martin dirige une entreprise spécialisée dans la sécurité, la protection des données et des systèmes informatiques, Il a changé d'identité et se nomme désormais Martin Bishop. Cosmo est mort en prison. Il est contacté par la NSA pour une mission délicate : subtiliser l'invention révolutionnaire du docteur Janek, un prototype capable de décrypter n'importe quel programme chiffré. Martin souhaite décliner cette mission particulièrement dangereuse, mais les agents de la NSA lui révèlent qu'ils connaissent sa véritable identité et menacent de le poursuivre pour son infiltration passée.
Avec son équipe, il dérobe le circuit électronique. Mais il apprend le lendemain que Janek a été assassiné et comprend alors qu'il a été manipulé par de faux agents de la NSA. Il est capturé peu après et découvre que Cosmo est vivant et l'instigateur du vol. Son but est de changer radicalement le système en abolissant la propriété privée, en ruinant les banques, et en s'attaquant aux bourses. Martin le prend pour un fou.
Cosmo fabrique des preuves qui désignent Martin comme le meurtrier d'un membre du consulat russe et le relâche. Martin essaie alors de passer un marché avec la NSA, mais l'agent demande le circuit électronique en échange. Martin et son équipe vont alors voler de nouveau le circuit, dans l'entreprise de fabrication de jouets électroniques qui sert de couverture à Cosmo, et passe finalement le marché avec la NSA. Mais il dupe l'agent de la NSA et garde le circuit pour lui. Il peut alors voler l'argent du Comité national du parti Républicain, et le redistribuer à Amnesty International, Greenpeace et le Fonds pour les étudiants noirs.

## Fiche technique
- Titre français : Les Experts
- Titre québécois : Les Escrocs[3]
- Titre original : Sneakers
- Réalisateur : Phil Alden Robinson
- Scénario : Phil Alden Robinson, Walter F. Parkes et Lawrence Lasker
- Musique : James Horner
- Directeur de la photographie : John Lindley
- Cadreur : Lawrence Karman
- Chef Décoratrice : Patrizia von Brandenstein
- Montage : Tom Rolf
- 1er assistant réalisateur : William Elvin
- Son : Willie D. Burton
- Producteurs : Lawrence Lasker et Walter F. Parkes
  - Producteur délégué : Lindsey Parsons, Jr.
  - Producteur associé : William M. Elvin
- Société de production : Universal Pictures
- Distribution : Universal Pictures (États-Unis), United International Pictures (France)
- Pays de production :  États-Unis
- Genre : thriller, espionnage
- Format : Couleur (DeLuxe) - format 35 mm - ratio 1.85:1
- Durée : 126 minutes
- Langues originales : anglais, russe et chinois
- Dates de sortie[3] : 
  - États-Unis : 9 septembre 1992
  - France : 6 janvier 1993

## Distribution
- Robert Redford (VF : Claude Giraud) : Martin Brice puis Martin Bishop, dit « Marty », ancien fugitif dirigeant un groupe de spécialistes en sécurité des bâtiments et des systèmes de communication
- Dan Aykroyd (VF : Richard Darbois) : Darren Roskow alias « Maman » (Mother), spécialiste en électronique, réseaux et télécommunications
- Ben Kingsley (VF : Jean Négroni) : Cosmo, ancien ami de Marty devenu un criminel
- Mary McDonnell (VF : Micky Sébastian) : Liz, ex-petite amie de Marty
- River Phoenix (VF : Alexandre Gillet) : Carl Arbogast, jeune étudiant pirate informatique
- Sidney Poitier (VF : Sady Rebbot) : Donald Crease, ancien de la CIA spécialiste de l'espionnage et des forces de sécurité
- David Strathairn (VF : Henri Courseaux) : Irvin Emry alias « Ultrasons » (Whistler), aveugle, spécialiste de la surveillance, des effets sonores et de l'écoute
- George Hearn (VF : Roland Ménard) : Gregor Ivanovich, diplomate russe, vieil ami de Marty
- James Earl Jones (VF : Henry Djanik) : Bernard Abbott, agent de la NSA
- Timothy Busfield (VF : Michel Dodane) : Dick Gordon, faux agent de la NSA, homme de main de Cosmo
- Eddie Jones (VF : Jacques Richard) : Buddy Wallace, ancien agent de la NSA devenu homme de main de Cosmo
- Stephen Tobolowsky (VF : Jacques Bouanich) : Dr Werner Brandes, inventeur de jouets électroniques, pigeon de Liz
- Donal Logue (VF : Serge Faliu) : Pr. Gunter Janek, brillant mathématicien, inventeur du déchiffreur
- Lee Garlington (VF : Anne Jolivet) : Pr. Elena Rhizkov, maîtresse de Janek
- Bodhi Elfman (VF : Mark Lesser) : le gardien de nuit
- Denise Dowse (en) (VF : Brigitte Aubry) : la guichetière de la banque
- Amy Benedict (en) (VF : Virginie Ogouz) : Mary
- Gary Hershberger (it) : Martin, jeune
- Jo Marr (VF : Renaud Marx) : Cosmo jeune

## Accueil
Sorti aux États-Unis dans une combinaison de départ de 1 731 salles, Les Experts prend directement la première place du box-office avec 10 031 145 $ de recettes lors de son premier week-end d'exploitation. Il reste en première position le week-end suivant avec 8 112 395 $, soit une baisse de 19,1% par rapport à son démarrage, mais qui lui permet de cumuler 21 440 868 $ depuis sa sortie. Distribué jusqu'à 2 062 salles sur le territoire américain, Les Experts totalise 51 432 691 $ en fin d'exploitation. Les recettes internationales atteignent 53 800 000 $, portant le cumul mondial à 105 232 691 $.
En France, le long-métrage, distribué dans une combinaison de départ de 157 salles, prend la deuxième place du box-office avec 207 239 entrées. Distribué jusqu'à 167 salles, il totalise 636 605 entrées en fin d'exploitation.